# Oncidium estradae
Oncidium estradae är en orkidéart som beskrevs av Dodson. Oncidium estradae ingår i släktet Oncidium och familjen orkidéer. Inga underarter finns listade i Catalogue of Life.